# Roland Clara
Roland Clara (* 8. März 1982 in Bruneck, Südtirol) ist ein ehemaliger italienischer Skilangläufer.

## Leben und Karriere
Clara trat erstmals bei den Juniorenweltmeisterschaften 2002 in Schonach international in Erscheinung. Über die Distanz von 30 Kilometer klassisch belegte er den 18. Platz. In den nächsten Jahren startete er vorwiegend im Continental Cup. Nach mehreren Podestplätzen im Continental Cup erhielt er zum Ende der Saison 2004/05 die Möglichkeit im Skilanglauf-Weltcup zu starten. Gleich bei seinem ersten Start über die Distanz von 50 Kilometer klassisch überraschte er die Weltspitze und holte als Elfter seine ersten Weltcuppunkte. Auch in den darauffolgenden Wettbewerben konnte er sich unter den besten Dreißig platzieren. Diese guten Resultate konnte er darauffolgenden olympischen Saison nicht bestätigen und platzierte sich weit außerhalb der Weltcup-Punkte-Ränge und konnte sich somit nicht für die Olympischen Spiele in seinem Heimatland qualifizieren. Erst zum Ende der Saison verbesserte sich seine Form und er erkämpfte in Oslo über 50 Kilometer Freistil Platz zehn.
In der Saison 2006/07 konnte er sich mit mehreren Platzierungen unter den besten Dreißig für ein erstes internationales Großereignis qualifizieren. Bei den Nordischen Skiweltmeisterschaften 2007 in Sapporo startete er im Verfolgungswettbewerb und belegte beim Doppelsieg der Deutschen Axel Teichmann und Tobias Angerer den 21. Platz. Auch in der Saison 2007/08 gelang es Clara mehr und mehr sich in der erweiterten Weltspitze zu etablieren. Zum Saisonabschluss in Bormio erkämpfte er Platz acht. Die Tour de Ski 2008/09 beendete er auf den 27. Platz. Bei den Nordischen Skiweltmeisterschaften 2009 in Liberec erreichte er den 27. Platz über 15 km klassisch, den fünften Rang im 30-km-Verfolgungsrennen und den vierten Platz mit der Staffel. In der Saison 2009/10 kam er auf den 21. Platz bei der Tour de Ski und auf den 16. Rang beim Weltcupfinale in Falun. Bei seiner ersten Olympiateilnahme 2010 in Vancouver belegte er den 36. Platz im 50-km-Massenstartrennen.
Zu Beginn der Saison 2010/11 errang Clara den 37. Platz bei der Nordic Opening in Kuusamo. Nach schwächeren Start bei der folgenden Tour de Ski 2010/11 erreichte Clara, aufgrund einer starken Schlussetappe mit Platz zwei, den fünften Platz in der Gesamtwertung. Im Februar 2011 belegte er in Rybinsk mit der Staffel den zweiten Platz. Im selben Monat kam er bei den Nordischen Skiweltmeisterschaften 2011 in Oslo auf den 28. Platz im 50-km-Massenstartrennen, auf den siebten Rang im 30-km-Verfolgungsrennen und den fünften Platz mit der Staffel. Zum Beginn der folgenden Saison belegte er in Sjusjoen den dritten Platz über 15 km Freistil. Im weiteren Saisonverlauf kam er auf den 14. Platz bei der Nordic Opening und auf den 19. Rang bei der Tour de Ski 2011/12. Im Februar 2012 gewann er beim  Gsieser Tal-Lauf über 42 km Freistil. Beim Weltcupfinale belegte er den achten Rang und erreichte damit den 18. Platz im Gesamtweltcup. In der Saison 2012/13 errang er den 32. Platz bei der Nordic Opening und den 30. Rang bei der Tour de Ski 2012/13. Beim Weltcuprennen in Canmore belegte er den zweiten Platz im Skiathlon. Im Februar 2013 siegte er wie im Vorjahr beim Gsieser Tal-Lauf über 42 km Freistil.  Bei den folgenden Nordischen Skiweltmeisterschaften 2013 im Val di Fiemme kam er auf den 21. Platz über 15 km Freistil, den 20. Rang im Skiathlon und den vierten Platz mit der Staffel. Die Saison beendete er auf den zehnten Platz im Distanzweltcup. Im Februar 2014 nahm er an den Olympischen Winterspielen in Sotschi teil. Dort erreichte er den 29. Platz im Skiathlon, den 11. Rang im 50-km-Massenstartrennen und den fünften Platz mit der Staffel. Zu Beginn der Saison 2014/15 belegte er den 33. Platz bei der Nordic Opening in Lillehammer. Es folgte der fünfte Rang bei der Tour de Ski 2015; dabei gewann er die abschließende Bergverfolgung. Bei den Nordischen Skiweltmeisterschaften 2015 in Falun errang er den 27. Platz über 15 km Freistil, den 17. Platz im Skiathlon und den sechsten Platz mit der Staffel. Die Saison beendete er auf dem 16. Platz im Gesamtweltcup.
Clara lebt in Reischach bei Bruneck.

## Erfolge

### Etappensiege bei Weltcuprennen
| Nr. | Datum           | Ort           | Disziplin                      | Rennen           |
| --- | --------------- | ------------- | ------------------------------ | ---------------- |
| 1.  | 11. Januar 2015 | Val di Fiemme | 9 km Bergverfolgung Freistil 1 | Tour de Ski 2015 |

### Siege bei Continental-Cup-Rennen
| Nr. | Datum             | Ort                     | Disziplin                   | Serie    |
| --- | ----------------- | ----------------------- | --------------------------- | -------- |
| 1.  | 27. Februar 2005  | Schilpario              | 10 km Freistil              | Alpencup |
| 2.  | 21. Dezember 2008 | St. Ulrich am Pillersee | 10 km klassisch             | Alpencup |
| 3.  | 13. März 2016     | Toblach                 | Gesamtwertung Etappenrennen | Alpencup |

## Platzierungen im Weltcup

### Weltcup-Statistik
Die Tabelle zeigt die erreichten Platzierungen im Einzelnen.
- 1.–3. Platz: Anzahl der Podiumsplatzierungen
- Top 10: Anzahl der Platzierungen unter den ersten zehn
- Punkteränge: Anzahl der Platzierungen innerhalb der Punkteränge
- Starts: Anzahl gelaufener Rennen in der jeweiligen Disziplin
- Hinweis: Bei den Distanzrennen erfolgt die Einordnung gemäß FIS.

| Platzierung         | Distanzrennen a | Distanzrennen a | Distanzrennen a | Distanzrennen a | Distanzrennen a | Skiathlon Verfolgung | Sprint | Etappen- rennen b | Gesamt | Team c | Team c  |
| Platzierung         | ≤ 5 km          | ≤ 10 km         | ≤ 15 km         | ≤ 30 km         | > 30 km         | Skiathlon Verfolgung | Sprint | Etappen- rennen b | Gesamt | Sprint | Staffel |
| ------------------- | --------------- | --------------- | --------------- | --------------- | --------------- | -------------------- | ------ | ----------------- | ------ | ------ | ------- |
| 1. Platz            |                 |                 |                 |                 |                 | 1                    |        |                   | 1      |        |         |
| 2. Platz            |                 | 1               |                 |                 |                 | 2                    |        |                   | 3      |        | 2       |
| 3. Platz            |                 |                 | 1               |                 |                 | 1                    |        |                   | 2      |        | 1       |
| Top 10              | 1               | 1               | 5               | 1               | 3               | 12                   |        | 3                 | 26     |        | 16      |
| Punkteränge         | 9               | 4               | 28              | 5               | 7               | 37                   | 1      | 11                | 102    |        | 20      |
| Starts              | 14              | 9               | 54              | 10              | 7               | 54                   | 24     | 18                | 190    |        | 20      |
| Stand: Karriereende |                 |                 |                 |                 |                 |                      |        |                   |        |        |         |

### Weltcup-Gesamtplatzierungen
| Saison  | Gesamt | Gesamt | Distanz | Distanz | Sprint | Sprint |
| Saison  | Punkte | Platz  | Punkte  | Platz   | Punkte | Platz  |
| ------- | ------ | ------ | ------- | ------- | ------ | ------ |
| 2004/05 | 53     | 70.    | 53      | 45.     | -      | -      |
| 2005/06 | 54     | 80.    | 54      | 54.     | -      | -      |
| 2006/07 | 74     | 58.    | 74      | 34.     | -      | -      |
| 2007/08 | 137    | 48.    | 130     | 29.     | 7      | 97.    |
| 2008/09 | 190    | 39.    | 174     | 24.     | -      | -      |
| 2009/10 | 168    | 46.    | 98      | 38.     | -      | -      |
| 2010/11 | 446    | 15.    | 248     | 14.     | 6      | 95.    |
| 2011/12 | 463    | 18.    | 315     | 15.     | -      | -      |
| 2012/13 | 389    | 17.    | 361     | 10.     | -      | -      |
| 2013/14 | 101    | 61.    | 81      | 40.     | -      | -      |
| 2014/15 | 376    | 16.    | 196     | 21.     | -      | -      |
| 2015/16 | 18     | 109.   | 18      | 65.     | -      | -      |